# Donja Stubica
Donja Stubica är en stad och kommun i Krapina-Zagorjes län i norra Kroatien. Staden ligger vid berget Medvednicas sluttning mot nordväst och har 2 524 invånare (2001). Kommunen har 5 930 invånare (2001).

## Historia
1209 nämns staden för första gången i skrivet dokument utfärdat av den kroatisk-ungerske kungen Andreas II. 1573 var staden en av skådeplatserna för det kroatiska och slovenska bondeupproret. En staty av upprorsledaren Matija Gubec finns i närliggande Gornja Stubica.

## Kommunikationer
Genom staden skär järnvägen mot Gornja Stubica respektive Zabok. Den trafikeras av regionaltåg. Vägförbindelse finns mot Zagreb över Medvednica, samt mot Zabok och Marija Bistrica.